# Milan (Missouri)
Milan è un comune degli Stati Uniti d'America, situato nello Stato del Missouri, nella contea di Sullivan, della quale è il capoluogo.